# Sylvester (Georgia)
Sylvester is een plaats (city) in de Amerikaanse staat Georgia, en valt bestuurlijk gezien onder Worth County.

## Demografie
Bij de volkstelling in 2000 werd het aantal inwoners vastgesteld op 5990.
In 2006 is het aantal inwoners door het United States Census Bureau geschat op 5888, een daling van 102 (-1.7%).

## Geografie
Volgens het United States Census Bureau beslaat de plaats een oppervlakte van
14,9 km², waarvan 14,8 km² land en 0,1 km² water. Sylvester ligt op ongeveer 116 m boven zeeniveau.

## Plaatsen in de nabije omgeving
De onderstaande figuur toont nabijgelegen plaatsen in een straal van 28 km rond Sylvester.